# Elzerina cylindrica
Elzerina cylindrica är en mossdjursart som först beskrevs av Walter Douglas Hincks 1884.  Elzerina cylindrica ingår i släktet Elzerina och familjen Flustrellidridae. Inga underarter finns listade i Catalogue of Life.